# Bosenský hrubosrstý honič
Bosenský hrubosrstý honič, nebo také barak (bosensky: bosanski oštrodlaki gonič, anglicky: Bosnian Coarse-haired Hound), je hrubosrsté psí plemeno typu honiče původem z území dnešní Bosny a Hercegoviny. Mezinárodní kynologická federace (FCI) toto plemeno oficiálně uznává a řadí jej do skupiny honiči a barváři.

## Historie

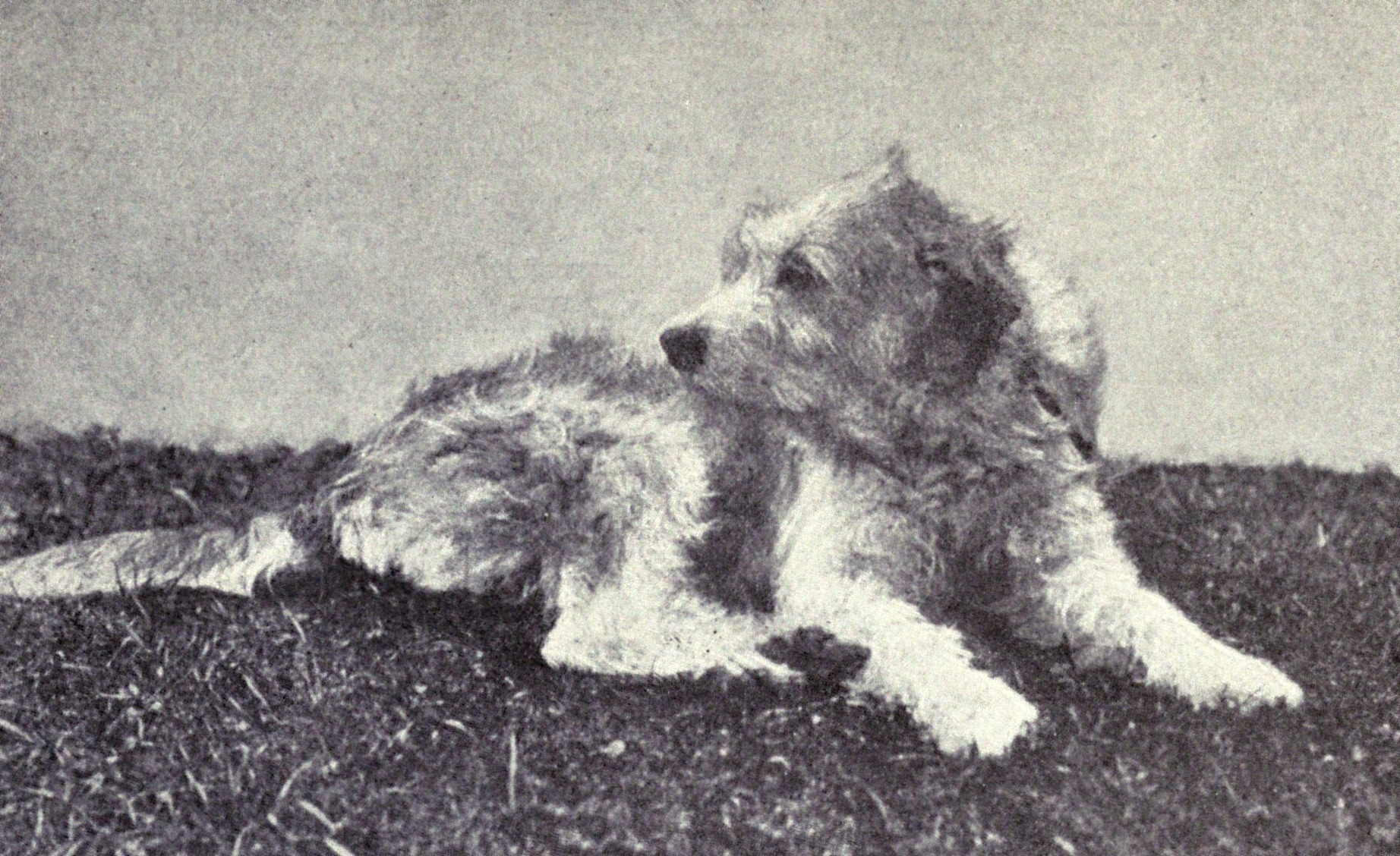
Bosenský honič v roce 1915

Ačkoliv vzhledově téměř identičtí psi žili na Balkáně již ve starověku, moderní bosenští hrubosrstí honiči byli vyšlechtěn v průběhu 17. století zkřížením srbských honičů, taurunských dog, bosenských foxhoundů a dalších místních psů: chrtů, teriérů a vousatých ovčáků.
Hlavním využitím baraků byl lov zvěře, především pak divokých prasat a vysoké, jako jsou srnci nebo jeleni. Bylo těžké přežít v místních těžkých podmínkách a proto se dospělosti dožili pouze ti nejlepší bosenští hrubosrstí honiči, přirozeným způsobem tak probíhala selekce.
Obě světové války tito psi přežili, nejhorší byla situace po bosenských válkách v roce 1995. I přes situaci, do jaké se barak dostal, se plemeno podařilo obnovit, a to na rozdíl od jiných jugoslávských plemen. Například istrijský hrubosrstý i hladkosrstý honič ještě stále bojují o přežití.[zdroj?]
V roce 1965 bylo plemeno uznáno FCI pod názvem illyrský honič. Později se ale název změnil na ten současný. Do ČR byl první jedinec baraka přivezen z bosenského Travniku roku 2007, a to fena Arka Gemyland. Byla uchovněna a měla pouze jeden vrh.[zdroj?]
Existuje opodstatněný názor, že barak stál u zrodu štýrského brakýře. Literatura, a to i rakouská, dosud běžně uvádí, že Karl Peintinger v 19. stol. vyšlechtil štýrského brakýře nakrytím feny hannoverského barváře psem plemene istrijský hrubosrstý honič. Ten má však převládající barvu bílou, na rozdíl od baraka, jenž se barevně blíží št. brakýři. Zejména varieta „žuti barak“ bez tmavého sedla (varieta „zeleni barak“ je s šedou až černou čabrakou).[zdroj?]

## Vzhled
Bosenský hrubosrstý honič je silný pes, jehož nejvýraznějším prvkem je jeho srst; rozježená, hrubá, středně dlouhá, s hustou podsadou. Oproti původnímu typu je současný barak mohutnější a vyšší, přesto stále platí že má lehkou konstrukci a dobře osvalené tělo. Zbarvení může být červeno-šedé, červeno-žluté, nebo zbarvení rex, které je nejčastěji k vidění. Podobné zbarvení je možné vidět například u německého ovčáka a jedná se o černé sedlo táhnoucí se od kořene krku až k ocasu, přičemž zbytek těla by měl být světle hnědý. Výška v kohoutku psů se pohybuje od 46 do 56 cm, feny jsou o něco menší a jejich přesnou výšku standard FCI neudává. Hmotnost je 16 až 24 kg, ideální je 20 kg.
Hlava je dlouhá, s širokou čenichovou partií. Týlní hrbol je výrazný a stop jemně vyznačený. Výrazné jsou i nadočnicové oblouky, které dodávají barakovi hravý a milý výraz. Čenichová partie se směrem k nosu zužuje, nosní houba má černou nebo tmavě hnědou barvu, v závislosti na zbarvení. Uši široké, středně dlouhé, se zaoblenými konci a volně spadající podél lící. Oči jsou oválné, hnědé a poměrně velké. Krk široký a svalnatý. Hřbetní linie, na kterou harmonicky navazuje krk je na zádi mírně spáditá. Pro baraka jsou typická i málo klenutá žebra a široký hrudník. Nohy jsou dlouhé, poměrně silné a hustě osrstěné. Tlapky kulaté a s černými drápky.

## Povaha
Povahově je bosenský hrubosrstý honič milý, přátelský, společenský, ale také nezávislý lovecký pes, schopný pracovat na stopě i bez majitele, který by jej naváděl. Na rozdíl od jiných loveckých psů je poměrně běžné i to, že se fixuje na svoji rodinu, odloučení nebo změna majitele je pro ně velmi psychicky náročná. S jinými psy se většinou snese a je zvyklý pracovat v několikačlenné skupině. Avšak špatně se snáší s dominantními jedinci, barak není pes, který by si nechal cokoliv líbit od dotěrných jedinců. Sám je ve společnosti jiných plemen klidný. Je to aktivní a energické psí plemeno s téměř nekonečnou zásobou energie, kterou nejlépe spotřebuje při lovu, ve své domovině především k nahánění zvěře černé, ale např. i vlka, lišky či zajíce.